# The Crimson Pirate
The Crimson Pirate is een Amerikaanse film uit 1952 van Robert Siodmak met in de hoofdrollen Burt Lancaster, Nick Cravat en Eva Bartok. De film werd destijds uitgebracht onder de titel De rode kaperkapitein.
De film, gebaseerd op een origineel scenario, is een avonturenfilm over piraten in de Caraïben, een ideaal terrein voor Burt Lancaster en zijn oude vriend Nick Cravat. Beide mannen kenden elkaar nog uit het circus waar ze optraden als acrobaten en trapezemedewerkers. Het was de eerste buitenlandse film van Eva Bartok. De Disneylandattractie Pirates of the Caribbean is gebaseerd op The Crimson Pirate. Later zou deze attractie weer een aantal piratenfilms, met onder anderen Johnny Depp, voortbrengen onder dezelfde titel.
The Crimson Pirate was een groot succes in de bioscopen en vormde een triomf voor Norma Productions, de productiemaatschappij van Burt Lancaster. Hoewel Lancaster in latere interviews betreurde dat de film door de kritiek werd gekraakt, blijkt uit de recensies uit 1952 het tegendeel.

## Verhaal
Het Caribisch gebied, aan het einde van de 18e eeuw. De beruchte piraat Vallo, bijgenaamd de "Crimson Pirate" (de rode piraat) valt met zijn bemanning een schip van de Britse marine aan. Aan boord van het veroverde schip treft Vallo een speciale afgezant van de koning aan, baron Gruda. Gruda is op weg om een opstand van rebellen te onderdrukken op Cobra's eiland. De baron doet Vallo een voorstel, als de piraat de rebellenleider El Libre kan gevangennemen, zal de Britse koning hem rijkelijk belonen. Vallo accepteert het voorstel en laat de baron vrij.
Op Cobra's eiland komen ze erachter dat El Libre is gevangengenomen en wordt vastgehouden in San Pero. Voordat ze iets kunnen doen worden Vallo en zijn luitenant Ojo overvallen door soldaten van de koning. Ze worden gered door de dochter van El Libre, Consuelo. Terug op zijn schip bedenkt Vallo een plan. Hij verkleedt zich als baron Gruda en reist naar San Pero. De militaire commandant organiseert een diner voor de afgezant van de koning. Als de commandant de gevangengenomen El Libre laat zien beveelt Vallo, in zijn rol als baron, dat de rebel moet worden losgelaten. Hij vlucht met El Libre en enige aanhangers van de laatste naar zijn schip. Pas dan horen Consuelo en haar vader dat Vallo hen wil verkopen aan baron Gruda. Consuelo pleit heftig voor haar vader en Vallo beseft dat hij verliefd is op het meisje. Uiteindelijk gaat hij door de knieën en laat de rebellen vrij.
Na deze beslissing broeit het op het schip van Vallo. Een van zijn bemanningsleden, Humble Bellow, wil het geld dat Vallo krijgt voor El Libre in handen krijgen. Hij neemt contact op met de baron. Als Vallo El Libre en zijn dochter wil vrijlaten, worden ze overvallen door de mannen van de baron. El Libre sneuvelt en Consuelo wordt gearresteerd. De piraten muiten en Bellowas wordt de nieuwe kapitein. Vallo en Ojo worden samen met een rebel, professor Prudence, in een wankel bootje gezet en aan hun lot overgelaten.
De piraten kunnen echter niet lang genieten van hun triomf. Gruda weet ze te verdoven met een vat rum met een slaapmiddel en laat iedereen oppakken. De baron wil nu Consuelo uithuwelijken aan de gouverneur van Cobra's eiland. Voordat de ceremonie echter kan starten komt de bevolking in opstand. Wat Gruda namelijk niet weet is dat Vallo en zijn kameraden teruggekeerd zijn naar het eiland. Ze hebben de bevolking getraind en laten bewapenen door professor Prudence, een uitvinder, die bommen, primitieve tanks en vlammenwerpers heeft ontworpen. Gruda vlucht met Consuelo, maar wordt achterhaald door Vallo in een andere uitvinding van Prudence, een heteluchtballon. In een groots eindgevecht wordt de baron gedood en sluit Vallo Consuelo in zijn armen.

## Rolverdeling
| Acteur            | Personage          |
| ----------------- | ------------------ |
| Burt Lancaster    | Kapitein Vallo     |
| Nick Cravat       | Ojo                |
| Eva Bartok        | Consuelo           |
| Leslie Bradley    | Baron Jose Gruda   |
| Christopher Lee   | Joseph             |
| Frederick Leister | El Libre           |
| James Hayter      | Professor Prudence |

## Scenario
Het oorspronkelijke scenario werd geschreven door Waldo Salt. De producers waren echter niet blij met het feit dat Salt banden had met de Communistische Partij. In die tijd deed de House Committee on Un-American Activities (HCUA) onderzoek naar vermeende infiltratie van communisten in de Amerikaanse filmindustrie. Veel acteurs, regisseurs en scenaristen kwamen op de zwarte lijst en kregen jarenlang geen werk in de VS. Roland Kibbee nam het stokje over en samen met regisseur Robert Siodmak maakte hij een meer luchtige komedie van het oorspronkelijke verhaal. In plaats van een zwaar aangezet drama werd The Crimson Pirate een avonturenfilm met komische elementen. Volgens acteur Christopher Lee in zijn autobiografie Tall, Dark and Gruesome had men hier maar achtenveertig uur voor nodig.

## Productie
De film werd grotendeels opgenomen in de Britse Teddingston Studios. Opnames op locatie werden gedraaid in Italië, in de baai van Napels en op het eiland Ischia. De kosten voor de film (bijna twee miljoen dollar) waren zo hoog omdat er speciaal twee schepen moesten worden gebouwd. De bouw vond plaats in Villefrance in Frankrijk. Er waren 800 figuranten ingehuurd speciaal voor de scènes van de opstand aan het einde van de film. Tijdens de opnames op het Italiaanse eiland Ischia waren er volgens het blad Daily Variety uit september 1951 stakingen van figuranten vanwege de slechte kwaliteit van het eten. Een groot aantal vertrok toen het eten niet beter van kwaliteit werd.